# Gordon Gekko
Gordon Gekko est un personnage fictif des films Wall Street (1987) et sa suite Wall Street : L'argent ne dort jamais (2010), réalisés par Oliver Stone.

## Description
Gordon Gekko est imaginé par Oliver Stone et le scénariste Stanley Weiser sur la base de plusieurs agents de change ayant réellement existé, dont Louis Stone, le propre père du cinéaste, et Michael Milken.

## Interprète
Gordon Gekko est interprété par l'acteur Michael Douglas et le premier film lui a valu un Oscar du meilleur acteur.

## Famille et entourage de Gordon Gekko
Les membres de la famille de Gordon Gekko, avec l'indication de lien de parenté avec celui-ci, sont les suivants (entre parenthèses, sont donnés les noms des interprètes ayant tenu le rôle dans un film ou les deux) :
- Kate Gekko (Sean Young), ex-femme ;
- Rudy Gekko (Sean Stone), fils, mort d'une overdose ;
- Winnie Gekko-Moore (Carey Mulligan), fille, épouse de Jacob et mère de Louis ;
- Jacob Moore (Shia LaBeouf), beau-fils, époux de Winnie et père de Louis ;
- Louis Moore, petit-fils, fils de Jacob et Winnie ;
- Bud Fox (Charlie Sheen), jeune protégé, qui finira par le piéger ;
- Darien Taylor (Daryl Hannah), maîtresse, ensuite devenue petite amie de Bud Fox.